# Hugo Haseloff

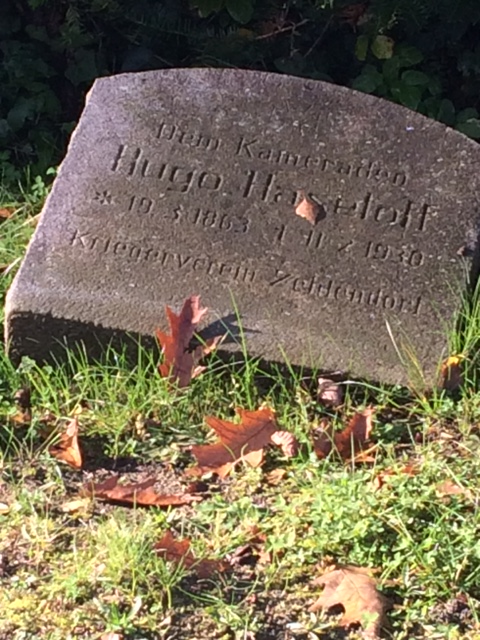
Grabstein für Hugo Haseloff, auf dem Friedhof Onkel-Tom-Straße in Berlin-Zehlendorf

Hugo Haseloff (* 19. März 1863 in Berlin; † 11. Februar 1930) war ein deutscher Politiker (Deutschnationale Volkspartei).

## Leben
Haseloff schloss das Realgymnasium mit der Primareife ab und trat im Anschluss als Zivilsupernumerar in den Dienst der Königlichen Eisenbahndirektion Berlin ein. Ab 1920 war der Rechnungsrat als Eisenbahnoberinspektor bei der Reichsbahndirektion Berlin für die Wannseebahn in Zehlendorf tätig.
Von April 1896 bis zu seiner Mandatsniederlegung im April 1900 war er Gemeindevertreter in Steglitz und dort Mitglied des Kuratoriums für die höheren Lehranstalten. Vom 12. März bis zum 7. Mai 1913 war er Mitglied des Preußischen Abgeordnetenhauses.
Nach der Novemberrevolution trat Haseloff in die Deutschnationale Volkspartei (DNVP) ein. Vom 17. September 1919 bis 1921 war er für Potsdam Mitglied der Verfassunggebenden Preußischen Landesversammlung. Im Februar 1921 wurde er als Abgeordneter in den Preußischen Landtag gewählt, dem er bis 1928 angehörte. Im Parlament vertrat er den Wahlkreis 3 (Potsdam II).